# Xarel·lo
El xarel·lo és una varietat de cep blanca, originària del Penedès, fruit de l'encreuament de la varietat andalusa hebén i de la varietat francesa brustiano faux. El seu perfil d’ADN suggereix que el xarel·lo podria estar relacionat amb el macabeu, compartint els dos progenitors. Segons el filòleg Fava i Agut, el nom xarel·lo prové de la variant dialectal italiana sciarello, amb el significat de claret, un terme utilitzat per referir-se als vins negres amb poc color. És, juntament amb el macabeu i la parellada, una de les tres varietats tradicionals utilitzades per elaborar el cava i altres vins escumosos com el Clàssic Penedès i el Corpinnat.

## Ampelografia
És una varietat de gran vigor i port semidreçat, de brotada molt primerenca (finals de març) i de maduració de primerenca a mitjana (principis de setembre). Els raïms són de grandària mitjana, d’entre 300 i 350 grans, i d’escassa compacitat. Les baies són esfèriques, de pell gruixuda i de color daurat. La polpa és incolora, amb tendència a enfosquir-se en la sobremaduració i de sabor afruitat.
Està catalogada amb el número 13.270 al Vitis International Variety Catalogue (VIVC), una base de dades de diverses espècies i varietats del gènere Vitis.

## Característiques agronòmiques
És una planta ben adaptada a les zones climàtiques III, IV i V de la integral tèrmica de Winkler-Amerine. És una varietat rústica, amb moderada sensibilitat al míldiu, a l'oïdi i a la botritis. És sensible a la brima i al mal granat (o millerandage). S’adapta molt bé a tota mena de sòls, tot i que no és recomanable en terrenys humits i fèrtils, ja que pot manifestar un excés de vigor i patir un risc més elevat de brima.
És una de les varietats principals per a la DO Alella, DO Binissalem, DO Costers del Segre, DO Penedès i DO Tarragona, però es cultiva gairebé a tota Catalunya i a Mallorca. Segons el Registre Vitivinícola de Catalunya RVC (12/09/2017), la superfície conreada a Catalunya és de 9.843 ha, la majoria al Penedès (7.500 ha).

## Característiques enològiques
S’acostumen a elaborar vins joves frescs, vins de criança complexos i vins base per elaborar cava. El xarel·lo destinat a vi base cava es verema més verdós, per obtenir un bon equilibri entre grau probable i acidesa.
Diversos estudis científics, entre ells un de la Universitat de Barcelona (2003) i un de la Universitat de Washington (2006), van constatar que el xarel·lo és una de les varietats blanques amb nivells més alts de reservatrol, un antioxidant natural que ajuda a protegir-lo contra les malalties de la vinya.

## Història
La varietat es va esmentar per primera vegada amb el nom de xerello el 1785 a Sitges (Fava i Agut, 2001), en un contracte d’arrendament de «la Torre de Sitges».

## Sinonímies
El raïm xarel·lo també és conegut com a cartoixà (Priorat), moll, mollet, pansa blanca (Alella), pansal, pansal blanc, pansalet, premsal blanc (Mallorca) i xerello.